# John Keegan
Sir John Desmond Patrick Keegan (ur. 15 maja 1934 w Clapham, zm. 2 sierpnia 2012) − brytyjski historyk wojskowości, specjalizujący się w XX-wiecznych wojnach, kawaler Orderu Imperium Brytyjskiego.

## Życiorys
Syn irlandzkich katolików. Rozpoczął edukację w Wimbledon College, by dwa lata później, w roku 1953, wstąpić do Balliol College, w Oksfordzie. Przez dwa lata pracował w ambasadzie USA w Londynie.
W 1960 roku został wykładowcą Royal Military Academy Sandhurst i zajmował to stanowisko przez następne 26 lat. W roku 1986 przeniósł się do gazety „Daily Telegraph”, gdzie objął stanowisko korespondenta do spraw wojskowych.
W roku 1998 napisał i przedstawił w prestiżowym corocznym programie radia BBC Reith Lectures, wykład zatytułowany „Wojna i Nasz Świat” (War and Our World).
W 2000 roku otrzymał tytuł szlachecki z rąk królowej Elżbiety II.
Frank C. Mahncke, amerykański analityk z zakresu obronności, piszący dla uczelni Naval War College, powiedział o Keeganie: „Jest jednym z najbardziej prominentnych i najczęściej czytanych historyków wojskowości naszych czasów”.
Keegan zdobył uznanie za swoją umiejętność wykraczania poza ramy tradycyjnie pojmowanej historii wojskowości w poszukiwaniu głębszego zrozumienia wojny. Jego prace zajmują się perspektywą poszczególnych żołnierzy, historycznymi przyczynami wydarzeń historycznych, rolą zmian technologicznych w prowadzeniu wojen oraz wyborami i dylematami, z którymi zmagają się przywódcy wojskowi. Tak jak wielu innych historyków, Keegan zaangażował się w budzącą wiele kontrowersji sprawę Dawida Irvinga i był krytykowany za niektóre komentarze, które wydawały się niektórym proirvingowskie. Keegan chwalił zdolności badawcze Irvinga, lecz także krytykował zniekształcanie przez niego faktów i uważał niektóre z jego poglądów za „perwersyjne”.
Mimo że był historykiem wojskowości i wykładowcą, Keegan nigdy nie służył w wojsku, ani nie widział walk na własne oczy, gdyż uniemożliwiła mu to przebyta w dzieciństwie ciężka choroba. Keegan często omawia ironię tej sytuacji w przedmowie swoich prac.

### Książki wydane w Polsce
- Historia wojen, KIW, Warszawa 1998, (A History of Warfare, Londyn 1993)
- Generałowie Churchilla, praca zbiorowa pod redakcją Johna Keegana, Zysk i s-ka, Poznań 1999, ISBN 83-7150-558-2
- Wodzowie bez tajemnic, Amber, Warszawa 2003 (The Mask of Command, Londyn 1987)
- Wywiad w czasie wojny, Amber, Warszawa 2004, ISBN 83-241-1880-2 (Intelligence in War: Knowledge of the Enemy from Napoleon to Al-Qaeda, 2003)
- Oblicze bitwy. Studium nad bitwami pod Azincourt, Waterloo i nad Sommą, Napoleon V, Oświęcim 2019 (London 1976)

### Książki niewydane w Polsce
- Six Armies in Normandy (1982) ISBN 0-14-005293-3
- John Keegan, The Price of Admiralty, London: Hutchinson, 1988, ISBN 0-09-173771-0, OCLC 19027866. Brak numerów stron w książce
- The Second World War (Viking Press, 1990) ISBN 0-670-82359-7
- John Keegan, Fields of Battle: The Wars for North America, wyd. 1st Vintage books ed, New York: Vintage Books, 1997, ISBN 0-679-74664-1, OCLC 35714800. Brak numerów stron w książce
- War and Our World: The Reith Lectures (London: Pimlico, 1999) ISBN 0-375-70520-1
- The Book of War (ed.) (Viking Press, 1999) ISBN 0-670-88804-4
- The First World War (New York: Knopf, 1999) ISBN 0-375-40052-4
- John Keegan, Winston Churchill, New York: Viking, 2002, ISBN 0-670-03079-1, OCLC 47716459. Brak numerów stron w książce
- John Keegan, The Iraq War, Reg Piggott, London: Hutchinson, 2004, ISBN 0-09-180018-8, OCLC 55504733. Brak numerów stron w książce